# Kříž u cesty (Čermná)
Kříž u cesty (nazývaný také Památník zaniklé obce Čermná) je součástí zaniklé německé vesnice Čermná (Gross Dittersdorf) a nachází se u cesty z Čermné do zaniklé Nové Vsi nad Odrou ve vojenském újezdu Libavá v Oderských vrších v okrese Olomouc v Olomouckém kraji. Kříž se nachází na vydlážděné čtvercové rovině ohraničené ohrádkou z řetězů a kovových sloupků.
Protože se místo nachází ve vojenském prostoru, přístup k němu je obvykle, bez povolení, zakázán. Obvykle jedenkrát je místo a jho okolí přístupné veřejnosti v rámci cyklo-turistické akce Bílý kámen.

## Historie
Z celé vesnice Čermná, která zanikla s vysídlením německého obyvatelstva a vznikem vojenského prostoru, se zachoval jen tento kamenný kříž. Kříž pochází z roku 1873. V období socialistického Československa byl vyvrácen a poškozen. V roce 1993 byl kříž znovu obnoven za přispění německých rodáků. Z kříže, byl druhotně upraven Památník na zaniklou obec Čermná s přidruženou funkcí pomníku padlých za 1. a 2. světové války. Na kříži je několik nápisů v němčině.

## Galerie

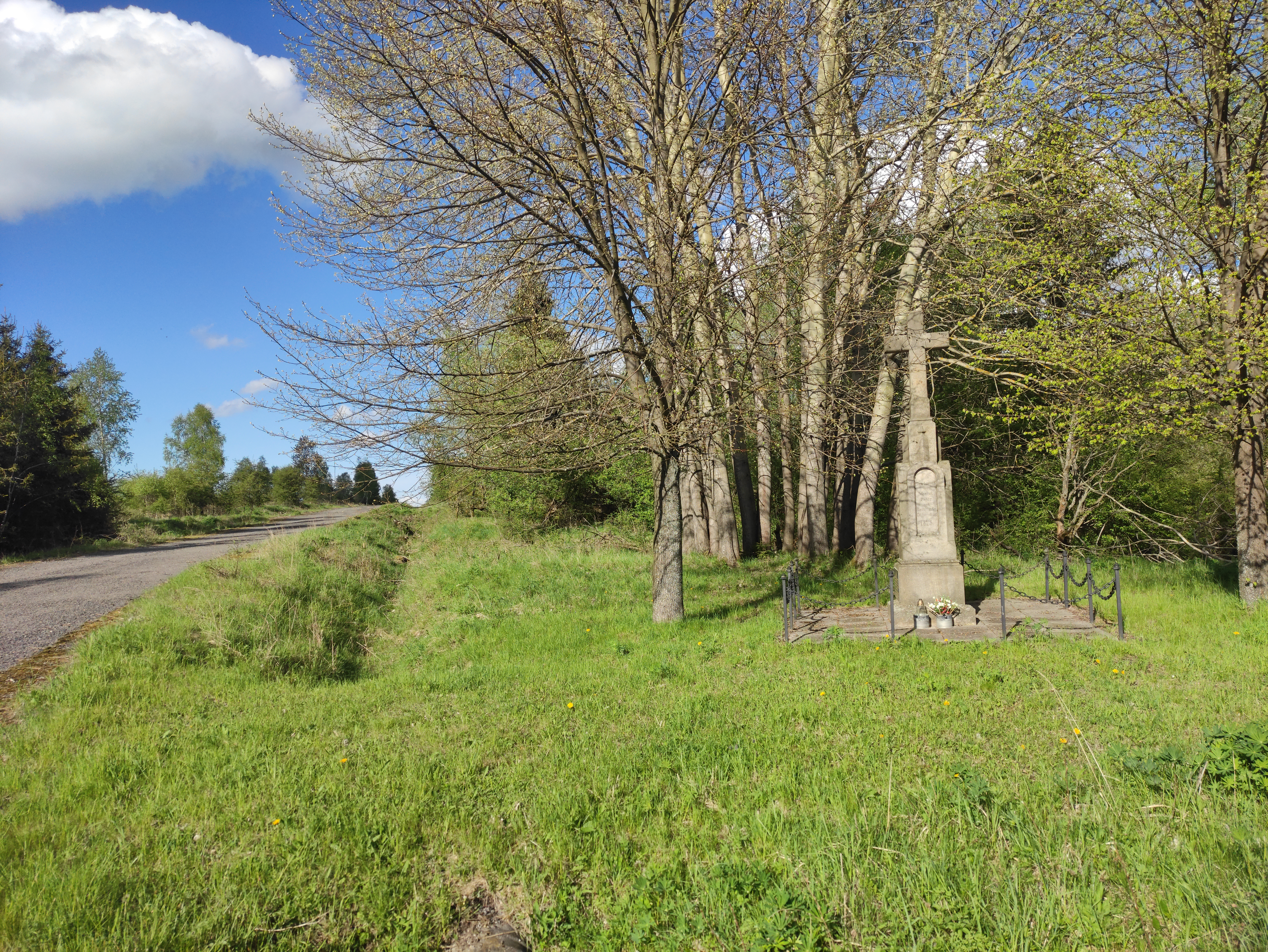
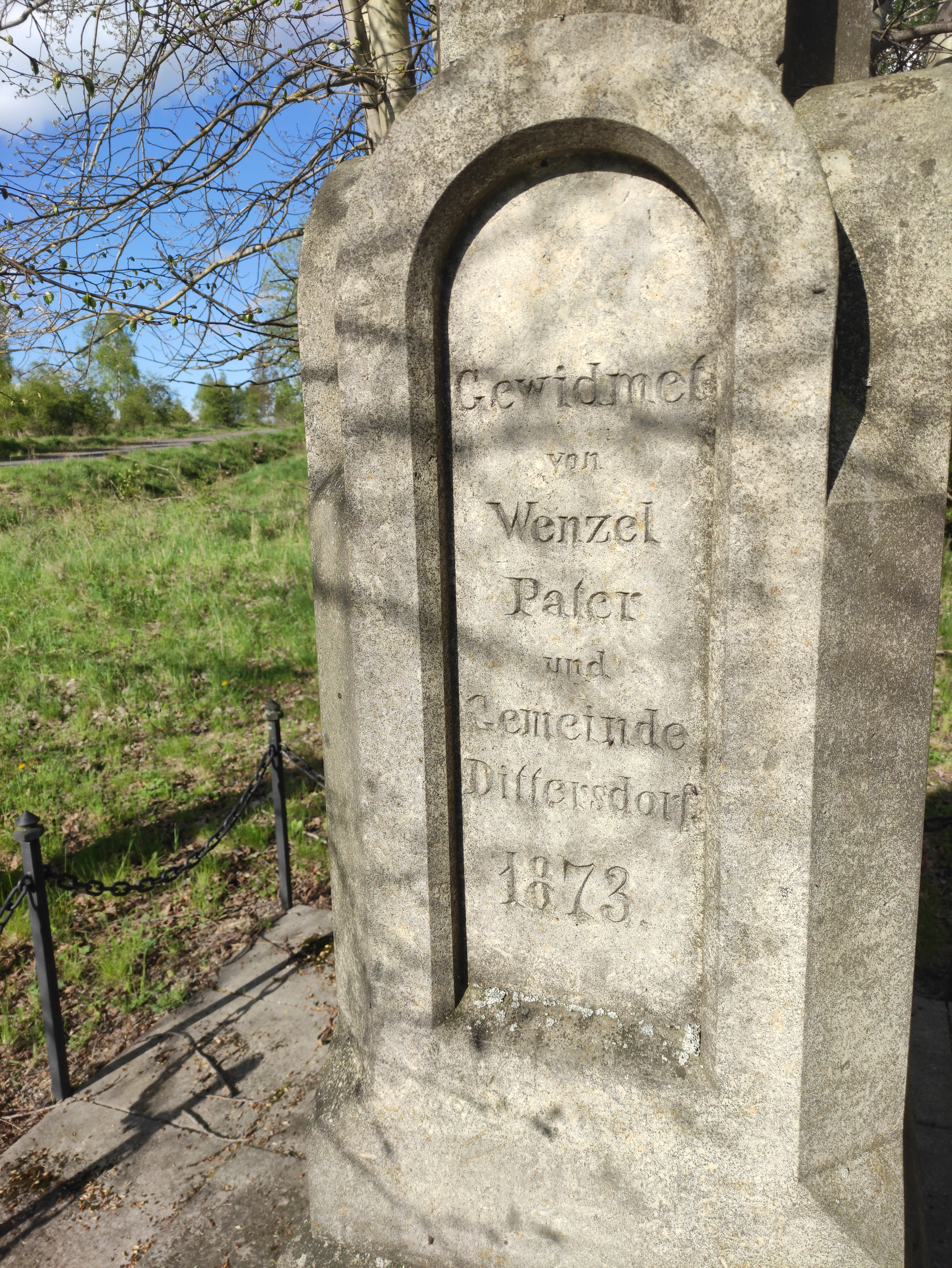
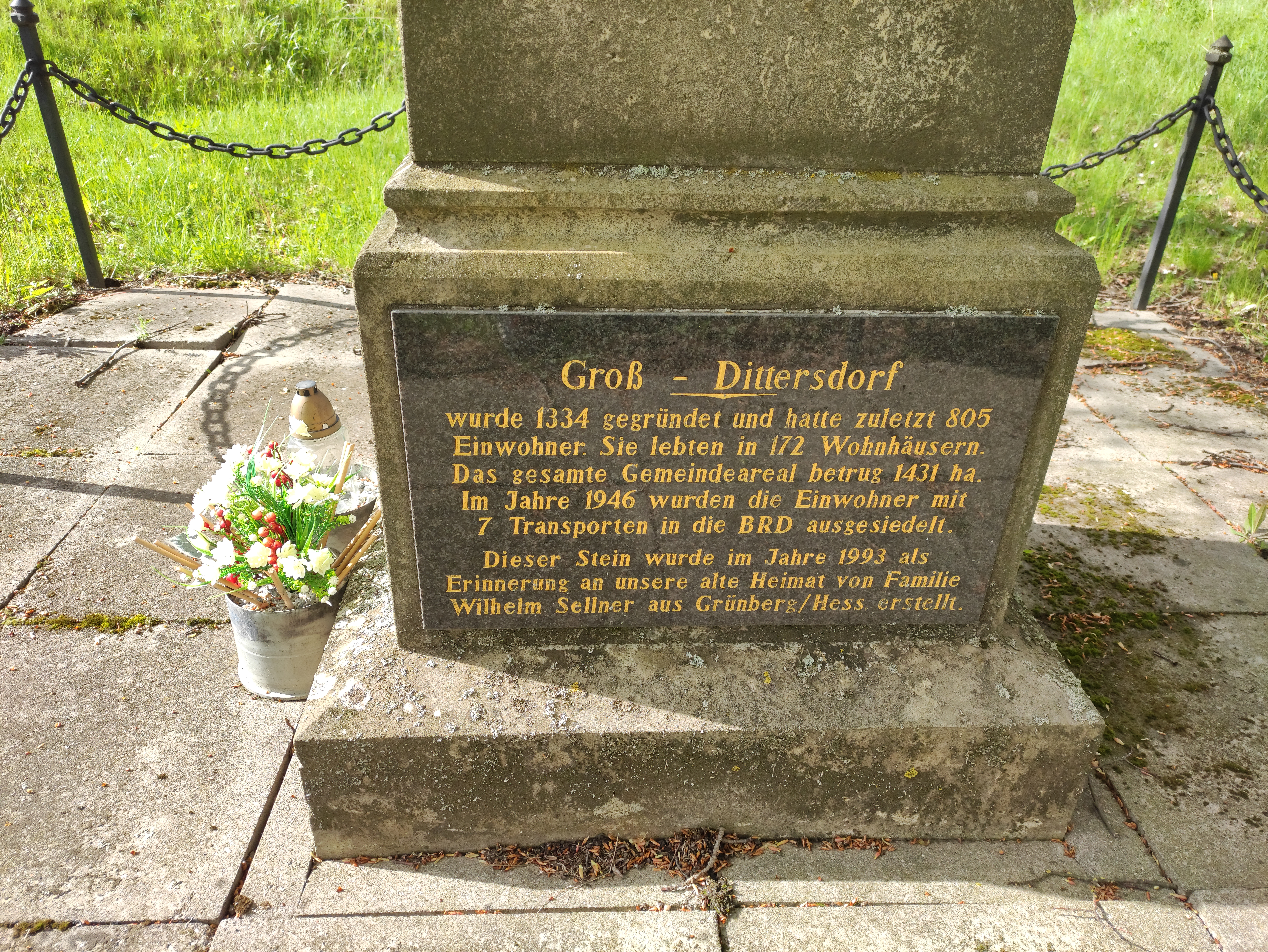